# 1963 w lotach kosmicznych
| Data                 | Ładunek                                | Rakieta             | Opis |
| -------------------- | -------------------------------------- | ------------------- | --- |
| 14 lutego 1963       | Syncom 1                               | Thor Delta B        | Miał być pierwszym satelitą geostacjonarnym testującym łączność na orbicie. Utracono z nim łączność tuż przed osiągnięciem docelowej orbity. |
| 19 lutego 1963       | DMSP Block 1 F-3                       | Scout X-2           | Drugi amerykański wojskowy satelita meteorologiczny. |
| 2 kwietnia 1963      | Łuna 4                                 | Mołnia              | Sonda miała wylądować na powierzchni Księżyca. Misja zakończona niepowodzeniem z powodu niewykonania manewru korekty kursu i minięcia Księżyca w odległości 8336 km. |
| 3 kwietnia 1963      | Explorer 17                            | Thor Delta B        | Badał ziemską atmosferę. |
| 13 kwietnia 1963     | Kosmos 14                              | Kosmos              | Satelita technologiczny badający techniki stabilizacji i orientacji satelitów meteorologicznych. |
| 7 maja 1963          | Telstar 2                              | Thor Delta B        | Satelita telekomunikacyjny dodatkowo wykonywał misję naukową, której celem było badanie Pasa Van Allena. |
| 9 maja 1963          | MIDAS 7 ERS 5 ERS 6 DASH 1 West Ford 2 | Atlas Agena B       | *Pierwszy amerykański satelita wczesnego ostrzegania, który wykrył startujący rakietowy pocisk balistyczny. *ERS 5 i ERS 6 badały Pas Van Allena i poziom degradacji ogniw słonecznych przez promieniowanie kosmiczne. *DASH 1 miał formę balonu i badał gęstość atmosfery na bardzo dużych wysokościach. *Rozproszenie na orbicie 350 milionów miedzianych igieł o łącznej masie 22 kg, mających stworzyć na orbicie powierzchnię odbijającą fale radiowe wysyłane z Ziemi. |
| 15 maja 1963         | Mercury-Atlas 9                        | Atlas D             | Gordon Cooper po wykonaniu 22 okrążeń Ziemi bezpiecznie wylądował na powierzchni Pacyfiku. |
| 14 czerwca 1963      | Wostok 5                               | Wostok              | Walerij Bykowski wykonał 81 okrążeń Ziemi. Jest to najdłuższa w historii załogowa misja jednoosobowego statku kosmicznego. |
| 16 czerwca 1963      | Transit 5A3                            | Scout X-3           | Badał system nawigacyjny dla okrętów podwodnych wyposażonych w pociski balistyczne UGM-27 Polaris. Energii dostarczał generator RTG. |
| 16 czerwca 1963      | Wostok 6                               | Wostok              | Walentina Tierieszkowa jako pierwsza kobieta wykonała lot kosmiczny. Był to drugi w historii lotów załogowych lot grupowy. Na orbicie doszło do spotkania ze statkiem Wostok 5. |
| 19 czerwca 1963      | TIROS 7                                | Thor Delta B        | Satelita meteorologiczny, przesłał na Ziemię ponad 150 tysięcy zdjęć pokrywy chmur. |
| 26 lipca 1963        | Syncom 2                               | Thor Delta B        | Pierwszy satelita geosynchroniczny. Demonstrował możliwości komunikacji poprzez satelity geosynchroniczne. |
| 28 września 1963     | Transit 5BN-1 Transit 5E-1             | Thor Able Star      | * Badał system nawigacyjny dla okrętów podwodnych wyposażonych w pociski balistyczne UGM-27 Polaris. Energii dostarczał generator RTG. * Testował odporność wyposażenia elektronicznego satelity na promieniowanie kosmiczne. |
| 17 października 1963 | Vela 1A Vela 1B ERS 12                 | Atlas Agena D       | * Vela 1A i Vela 1B miały wykrywać eksplozje atomowe na Ziemi w ramach kontroli porozumień ograniczających próbne wybuchy jądrowe. * ERS 12 badał wpływ promieniowania kosmicznego na ogniwa słoneczne. |
| 18 października 1963 | Félicette                              | Véronique           | Start francuskiej rakiety typu Veronique (egzemplarz 47) z kotką Félicette na pokładzie w locie suborbitalnym. Jak dotąd jedyny udany lot kota w kosmos. |
| 1 listopada 1963     | Polot 1                                | Polot 11A59         | W ramach programu Polot testował zmiany orbity satelity, co miało służyć opracowaniu skutecznej broni antysatelitarnej. |
| 11 listopada 1963    | Kosmos 21                              | Molnia              | Test radzieckiej sondy międzyplanetarnej, która jednak nie opuściła orbity okołoziemskiej. |
| 27 listopada 1963    | Explorer 18                            | Thor Delta C        | Badał promieniowanie kosmiczne w przestrzeni międzyplanetarnej. |
| 27 listopada 1963    | Atlas Centaur 2                        | Atlas Centaur LV-3C | Test górnego członu rakietowego Centaur. |
| 19 grudnia 1963      | Explorer 19                            | Scout X-4           | Miał formę nadmuchiwanego balonu, który miał badać gęstość atmosfery. |
| 21 grudnia 1963      | TIROS 8                                | Thor Delta B        | Pierwszy satelita meteorologiczny z serii TIROS wykorzystujący system automatycznej transmisji obrazów, umożliwiający przesyłanie w czasie rzeczywistym zdjęć pokrywy chmur. |